# مدرسة ضيائية
مدرسة ضيائية هي مدرسة تاريخية تعود إلى الدولة الإلخانية، وتقع في مقاطعة يزد.

## معرض الصور

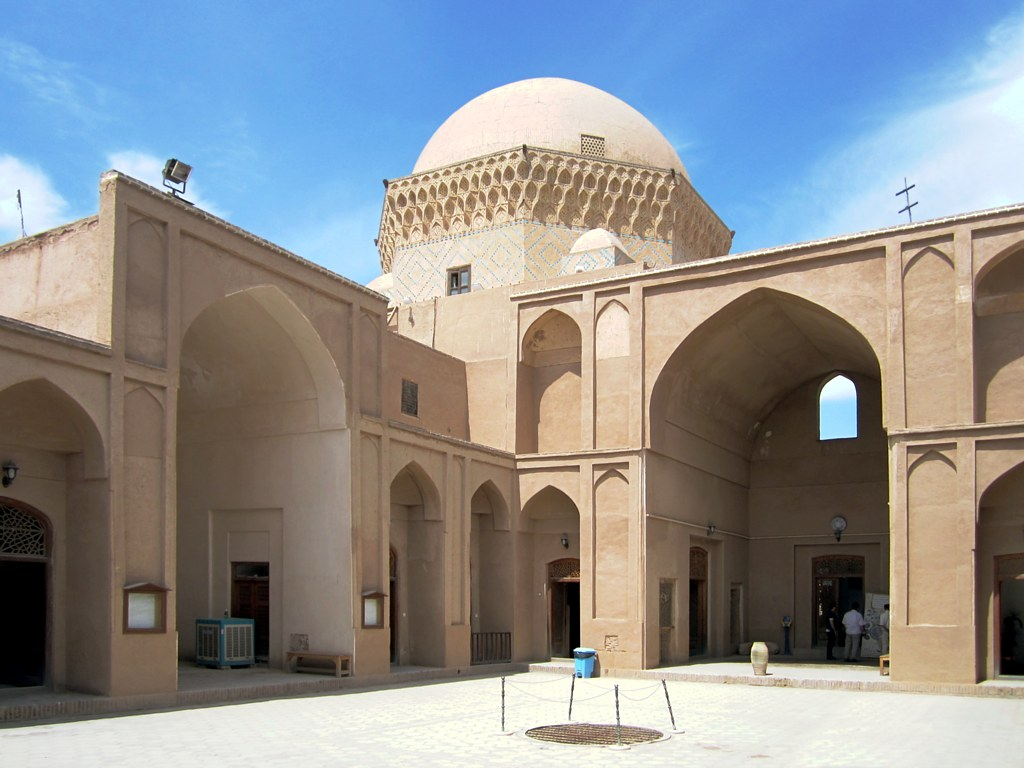
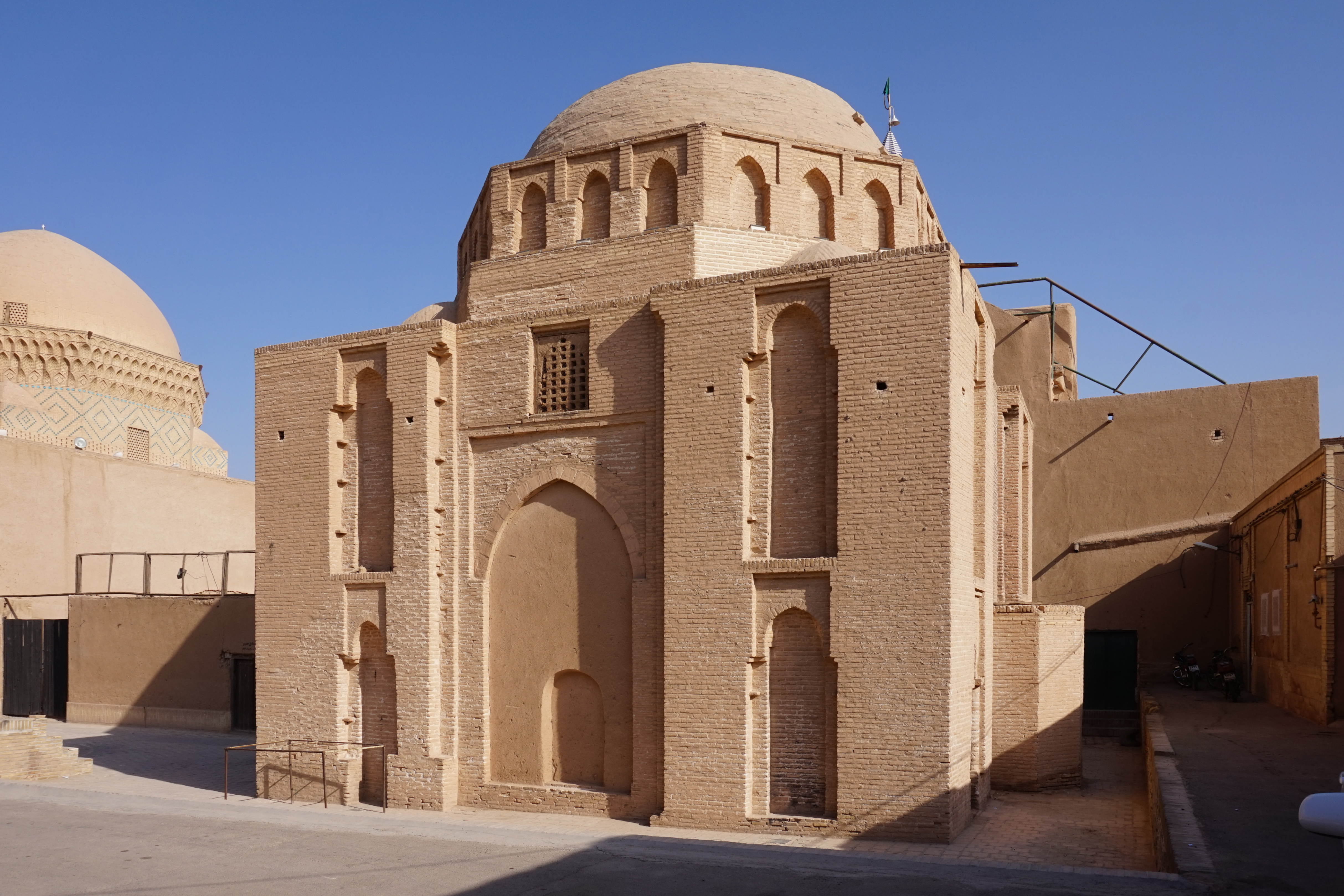
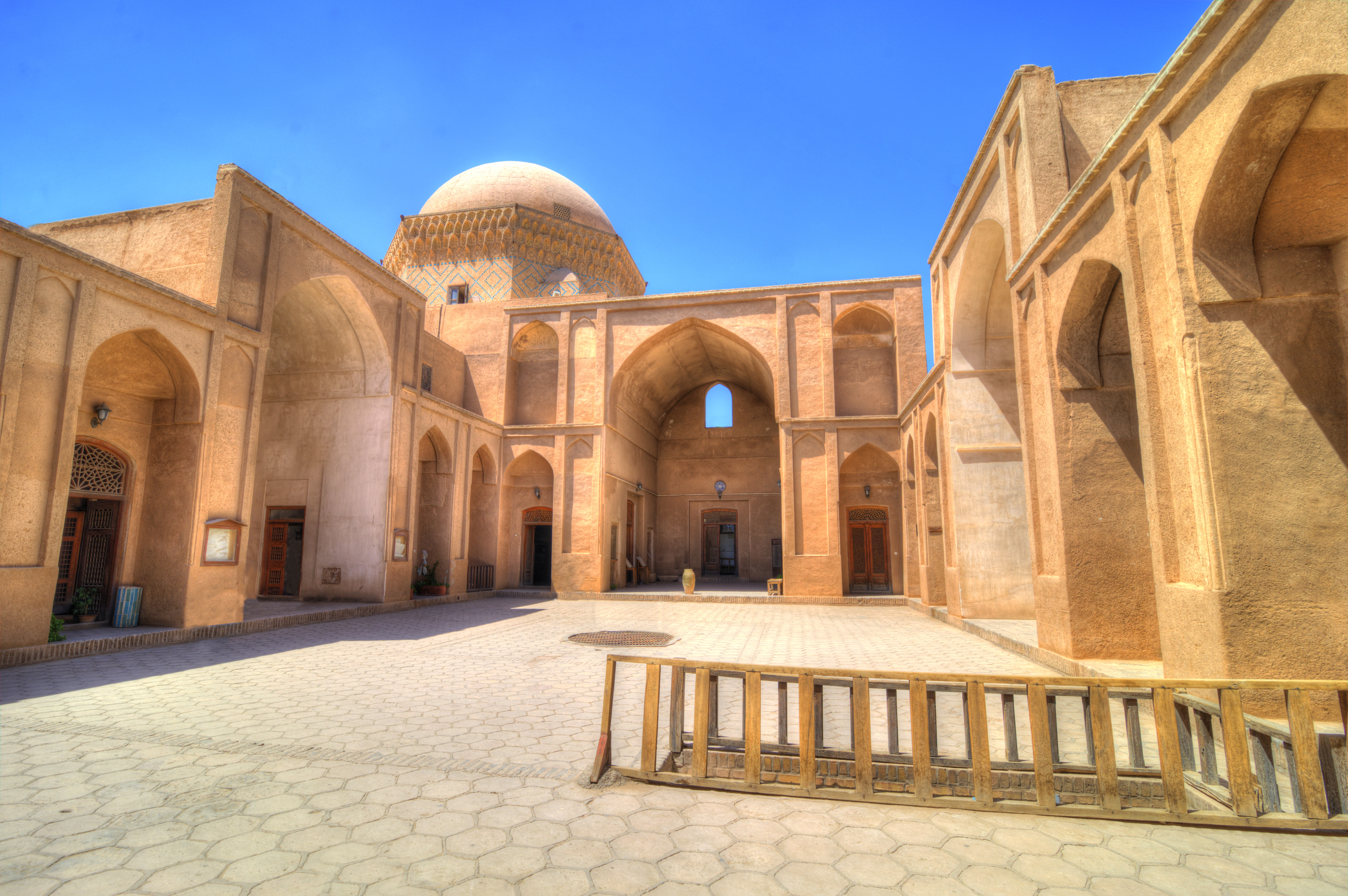
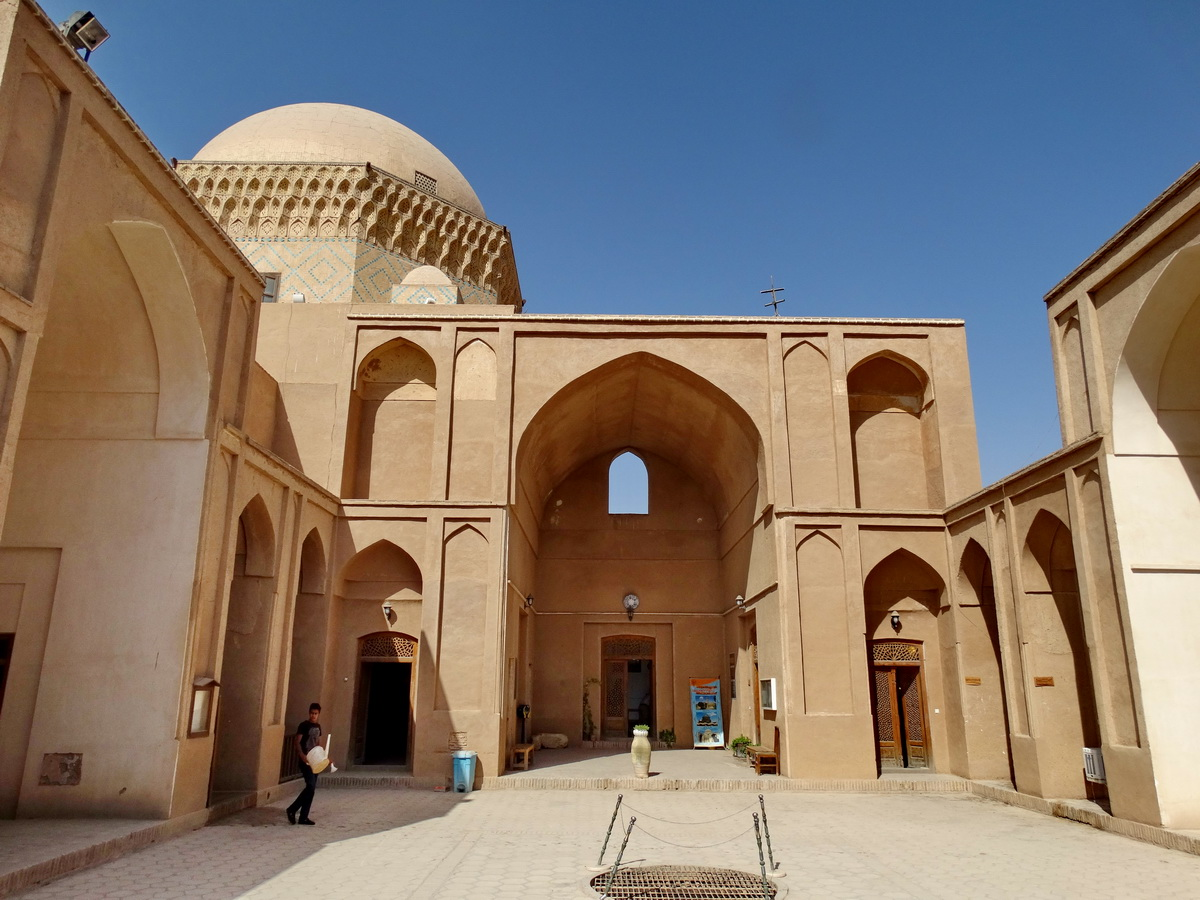
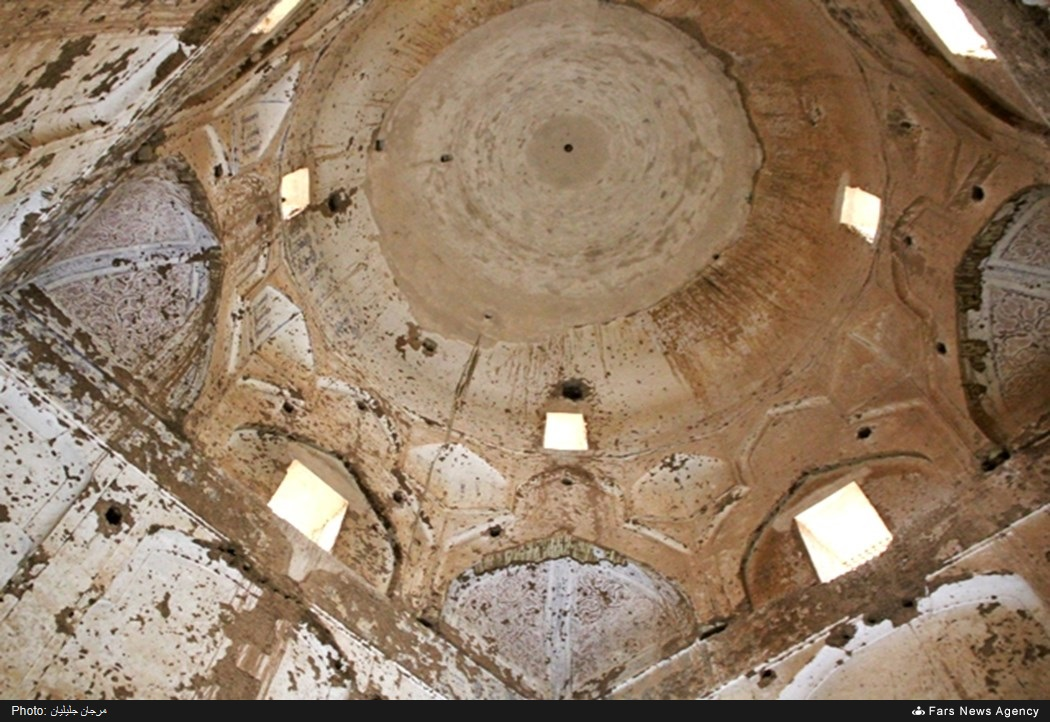
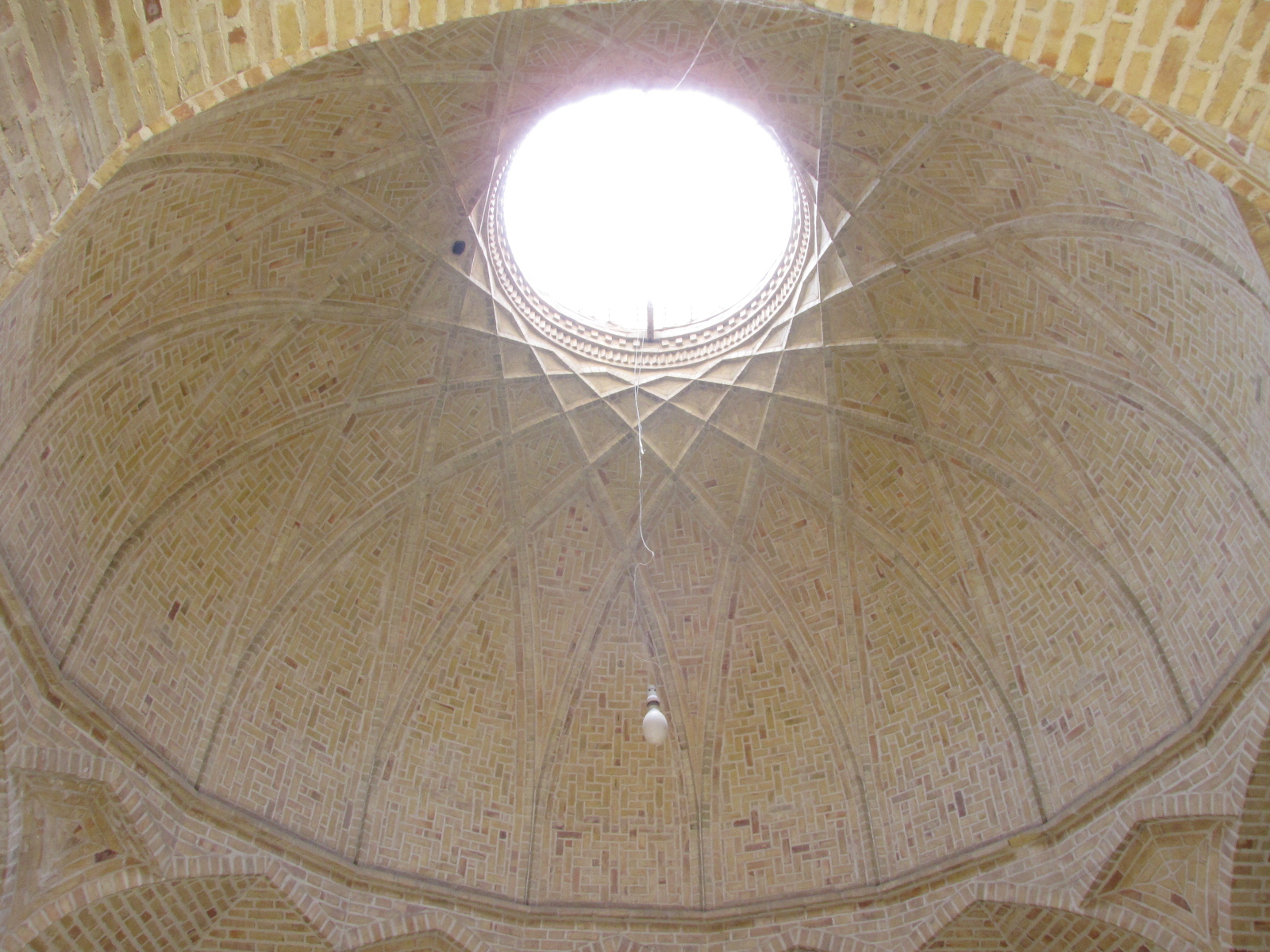
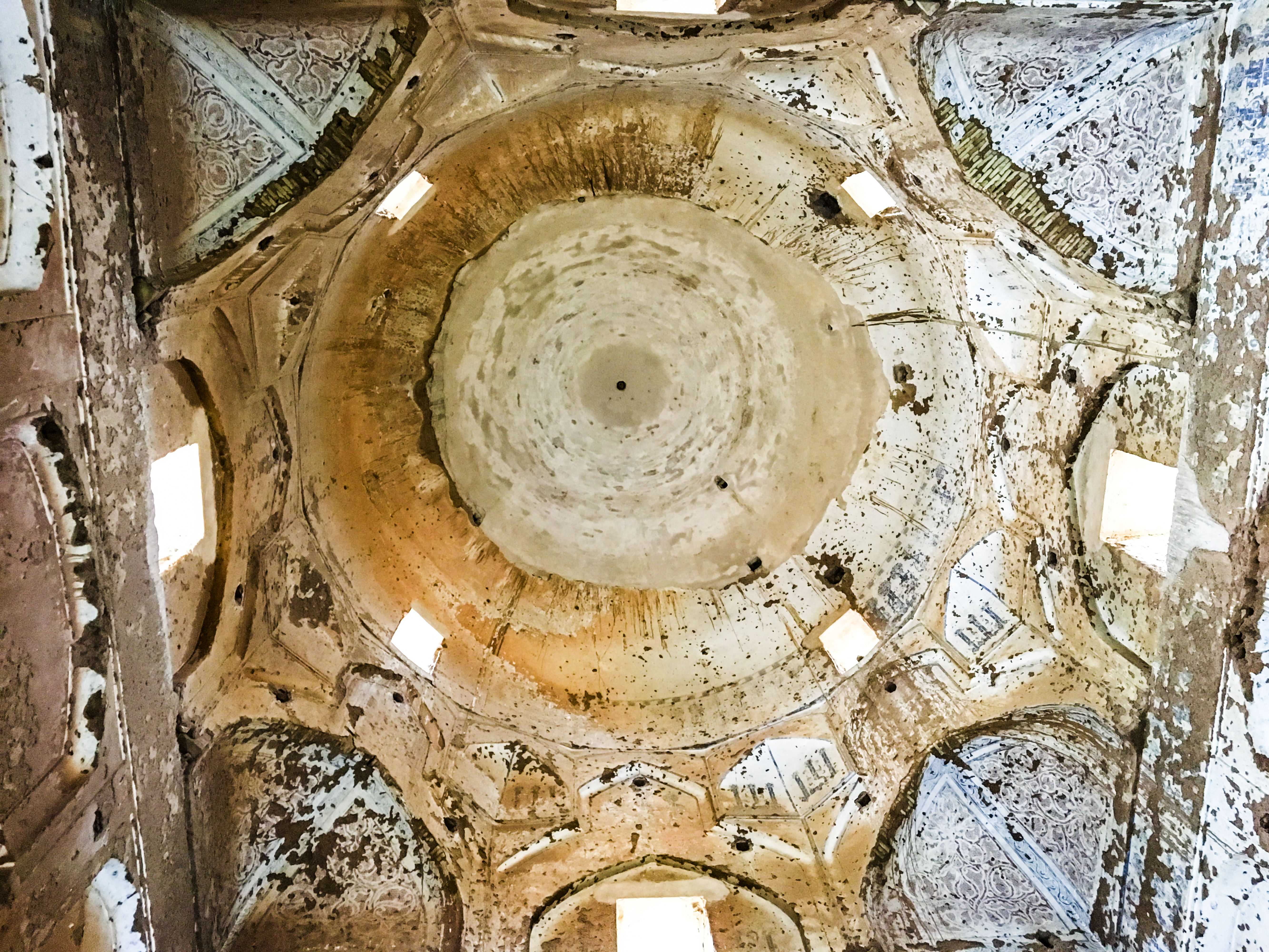
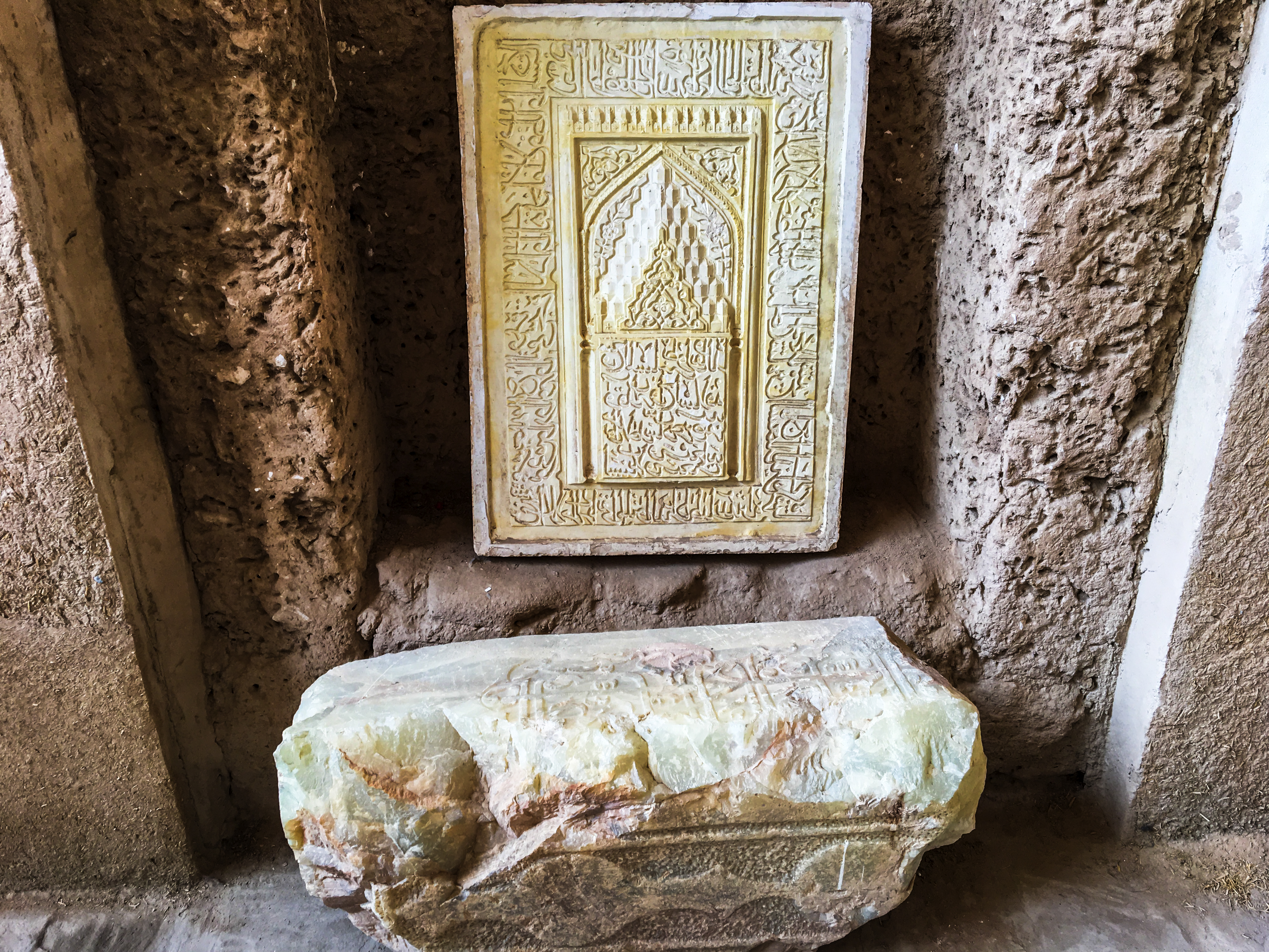